# 1 500 meter för damer i friidrott vid olympiska sommarspelen 2000
1 500 meter för damer vid olympiska sommarspelen 2000 i Sydney avgjordes 27-30 september. 

## Medaljörer
| Gren        | Guld                         | Guld    | Silver                   | Silver  | Brons                   | Brons   |
| 1 500 meter | Nouria Mérah-Benida Algeriet | 4.05,10 | Violeta Szekely Rumänien | 4.05,15 | Gabriela Szabo Rumänien | 4.05,27 |

## Resultat
- Q innebär avancemang utifrån placering i heatet.
- q innebär avancemang utifrån total placering.
- DNS innebär att personen inte startade.
- DNF innebär att personen inte fullföljde.
- DQ innebär diskvalificering.
- NR innebär nationellt rekord.
- OR innebär olympiskt rekord.
- WR innebär världsrekord.
- WJR innebär världsrekord för juniorer
- AR innebär världsdelsrekord (area record)
- PB innebär personligt rekord.
- SB innebär säsongsbästa.

### Försöksheat

#### Omgång 1
| Heat 1 av 3 Datum: Onsdagen den 27 september 2000 | Heat 1 av 3 Datum: Onsdagen den 27 september 2000 | Heat 1 av 3 Datum: Onsdagen den 27 september 2000 | Heat 1 av 3 Datum: Onsdagen den 27 september 2000 | Heat 1 av 3 Datum: Onsdagen den 27 september 2000 | Heat 1 av 3 Datum: Onsdagen den 27 september 2000 | Heat 1 av 3 Datum: Onsdagen den 27 september 2000 | Heat 1 av 3 Datum: Onsdagen den 27 september 2000 | Heat 1 av 3 Datum: Onsdagen den 27 september 2000 |
| Placering                                         | Placering                                         | Idrottare                                         | Nation                                            | Bana                                              | Tid                                               | Kval.                                             | Rekord                                            |                                                   |
| Heat                                              | Totalt                                            | Idrottare                                         | Nation                                            | Bana                                              | Tid                                               | Kval.                                             | Rekord                                            |                                                   |
| ------------------------------------------------- | ------------------------------------------------- | ------------------------------------------------- | ------------------------------------------------- | ------------------------------------------------- | ------------------------------------------------- | ------------------------------------------------- | ------------------------------------------------- | ------------------------------------------------- |
| 1                                                 | 1                                                 | Suzy Favor Hamilton                               | USA                                               | 15                                                | 4.08,08                                           | Q                                                 |                                                   |                                                   |
| 2                                                 | 2                                                 | Anna Jakubczak                                    | Polen                                             | 1                                                 | 4.08,13                                           | Q                                                 |                                                   |                                                   |
| 3                                                 | 3                                                 | Gabriela Szabo                                    | Rumänien                                          | 14                                                | 4.08,33                                           | Q                                                 |                                                   |                                                   |
| 4                                                 | 4                                                 | Süreyya Ayhan                                     | Turkiet                                           | 5                                                 | 4:08.37                                           | Q                                                 |                                                   |                                                   |
| 5                                                 | 5                                                 | Carla Sacramento                                  | Portugal                                          | 12                                                | 4:08.41                                           | Q                                                 |                                                   |                                                   |
| 6                                                 | 6                                                 | Helen Pattinson                                   | Storbritannien                                    | 7                                                 | 4:08:80                                           | Q                                                 |                                                   |                                                   |
| 7                                                 | 7                                                 | Margaret Crowley                                  | Australien                                        | 13                                                | 4:08.85                                           | q                                                 |                                                   |                                                   |
| 8                                                 | 8                                                 | Anita Weyermann                                   | Schweiz                                           | 6                                                 | 4:09.28                                           | q                                                 |                                                   |                                                   |
| 9                                                 | 9                                                 | Ljudmila Rogatjova                                | Ryssland                                          | 9                                                 | 4:09.81                                           | q                                                 |                                                   |                                                   |
| 10                                                | 12                                                | Mardrea Hyman                                     | Jamaica                                           | 4                                                 | 4:10.21                                           | q                                                 |                                                   |                                                   |
| 11                                                | 33                                                | Abebech Negussie                                  | Etiopien                                          | 2                                                 | 4:15.52                                           |                                                   |                                                   |                                                   |
| 12                                                | 35                                                | Julia Sakara                                      | Zimbabwe                                          | 3                                                 | 4:21.94                                           |                                                   |                                                   |                                                   |
| 13                                                | 36                                                | Tetjana Krjvobok                                  | Ukraina                                           | 11                                                | 4:22.11                                           |                                                   |                                                   |                                                   |
| 14                                                | 40                                                | Shazia Hidayat                                    | Pakistan                                          | 8                                                 | 5:07.17                                           |                                                   |                                                   |                                                   |
|                                                   |                                                   | Leah Pells                                        | Kanada                                            | 10                                                | DNF                                               |                                                   |                                                   |                                                   |

| Heat 2 av 3 Datum: Onsdagen den 27 september 2000 | Heat 2 av 3 Datum: Onsdagen den 27 september 2000 | Heat 2 av 3 Datum: Onsdagen den 27 september 2000 | Heat 2 av 3 Datum: Onsdagen den 27 september 2000 | Heat 2 av 3 Datum: Onsdagen den 27 september 2000 | Heat 2 av 3 Datum: Onsdagen den 27 september 2000 | Heat 2 av 3 Datum: Onsdagen den 27 september 2000 | Heat 2 av 3 Datum: Onsdagen den 27 september 2000 | Heat 2 av 3 Datum: Onsdagen den 27 september 2000 |
| Placering                                         | Placering                                         | Idrottare                                         | Nation                                            | Bana                                              | Tid                                               | Kval.                                             | Rekord                                            |                                                   |
| Heat                                              | Totalt                                            | Idrottare                                         | Nation                                            | Bana                                              | Tid                                               | Kval.                                             | Rekord                                            |                                                   |
| ------------------------------------------------- | ------------------------------------------------- | ------------------------------------------------- | ------------------------------------------------- | ------------------------------------------------- | ------------------------------------------------- | ------------------------------------------------- | ------------------------------------------------- | ------------------------------------------------- |
| 1                                                 | 11                                                | Violeta Szekely                                   | Rumänien                                          | 11                                                | 4.10,18                                           | Q                                                 |                                                   |                                                   |
| 2                                                 | 14                                                | Lidia Chojecka                                    | Polen                                             | 10                                                | 4.10,34                                           | Q                                                 |                                                   |                                                   |
| 3                                                 | 15                                                | Kelly Holmes                                      | Storbritannien                                    | 6                                                 | 4.10,38                                           | Q                                                 |                                                   |                                                   |
| 4                                                 | 17                                                | Veerle Dejaeghere                                 | Belgien                                           | 2                                                 | 4:10.68                                           | Q                                                 |                                                   |                                                   |
| 5                                                 | 18                                                | Sabine Fischer                                    | Schweiz                                           | 13                                                | 4:10.78                                           | Q                                                 |                                                   |                                                   |
| 6                                                 | 19                                                | Seloua Ouaziz                                     | Marocko                                           | 8                                                 | 4:10:82                                           | Q                                                 |                                                   |                                                   |
| 7                                                 | 20                                                | Marla Runyan                                      | USA                                               | 3                                                 | 4:10.83                                           | q                                                 |                                                   |                                                   |
| 8                                                 | 24                                                | Georgie Clarke                                    | Australien                                        | 1                                                 | 4:11.74                                           | q                                                 |                                                   |                                                   |
| 9                                                 | 28                                                | Toni Hodgkinson                                   | Nya Zeeland                                       | 9                                                 | 4:12.59                                           |                                                   |                                                   |                                                   |
| 10                                                | 31                                                | Naomi Mugo                                        | Kenya                                             | 7                                                 | 4:13.18                                           |                                                   |                                                   |                                                   |
| 11                                                | 32                                                | Hareg Sidelil                                     | Etiopien                                          | 5                                                 | 4:14.05                                           |                                                   |                                                   |                                                   |
| 12                                                | 37                                                | Natalia Rodríguez                                 | Spanien                                           | 4                                                 | 4:22.82                                           |                                                   |                                                   |                                                   |
| 13                                                | 38                                                | Daniela Kuleska                                   | Makedonien                                        | 14                                                | 4:33.50                                           |                                                   |                                                   |                                                   |
|                                                   |                                                   | Svetlana Masterkova                               | Ryssland                                          | 12                                                | DNF                                               |                                                   |                                                   |                                                   |

| Heat 3 av 3 Datum: Onsdagen den 27 september 2000 | Heat 3 av 3 Datum: Onsdagen den 27 september 2000 | Heat 3 av 3 Datum: Onsdagen den 27 september 2000 | Heat 3 av 3 Datum: Onsdagen den 27 september 2000 | Heat 3 av 3 Datum: Onsdagen den 27 september 2000 | Heat 3 av 3 Datum: Onsdagen den 27 september 2000 | Heat 3 av 3 Datum: Onsdagen den 27 september 2000 | Heat 3 av 3 Datum: Onsdagen den 27 september 2000 | Heat 3 av 3 Datum: Onsdagen den 27 september 2000 |
| Placering                                         | Placering                                         | Idrottare                                         | Nation                                            | Bana                                              | Tid                                               | Kval.                                             | Rekord                                            |                                                   |
| Heat                                              | Totalt                                            | Idrottare                                         | Nation                                            | Bana                                              | Tid                                               | Kval.                                             | Rekord                                            |                                                   |
| ------------------------------------------------- | ------------------------------------------------- | ------------------------------------------------- | ------------------------------------------------- | ------------------------------------------------- | ------------------------------------------------- | ------------------------------------------------- | ------------------------------------------------- | ------------------------------------------------- |
| 1                                                 | 10                                                | Kutre Dulecha                                     | Etiopien                                          | 4                                                 | 4.09,88                                           | Q                                                 |                                                   |                                                   |
| 2                                                 | 13                                                | Nouria Mérah-Benida                               | Algeriet                                          | 1                                                 | 4.10,24                                           | Q                                                 |                                                   |                                                   |
| 3                                                 | 16                                                | Hayley Tullett                                    | Storbritannien                                    | 5                                                 | 4.10,58                                           | Q                                                 |                                                   |                                                   |
| 4                                                 | 21                                                | Elena Iagăr                                       | Rumänien                                          | 8                                                 | 4:11.35                                           | Q                                                 |                                                   |                                                   |
| 5                                                 | 22                                                | Nuria Fernandez                                   | Spanien                                           | 13                                                | 4:11.46                                           | Q                                                 |                                                   |                                                   |
| 6                                                 | 23                                                | Irina Krakoviak                                   | Litauen                                           | 6                                                 | 4:11:57                                           | Q                                                 |                                                   |                                                   |
| 7                                                 | 25                                                | Sinead Delahunty                                  | Irland                                            | 14                                                | 4:11.75                                           |                                                   |                                                   |                                                   |
| 8                                                 | 26                                                | Fatma Lanouar                                     | Tunisien                                          | 11                                                | 4:11.87                                           |                                                   |                                                   |                                                   |
| 9                                                 | 27                                                | Shayne Culpepper                                  | USA                                               | 12                                                | 4:12.52                                           |                                                   |                                                   |                                                   |
| 10                                                | 29                                                | Natalia Gorelova                                  | Ryssland                                          | 9                                                 | 4:12.84                                           |                                                   |                                                   |                                                   |
| 11                                                | 30                                                | Sarah Jamieson                                    | Australien                                        | 3                                                 | 4:12.90                                           |                                                   |                                                   |                                                   |
| 12                                                | 34                                                | Helena Javornik                                   | Slovenien                                         | 10                                                | 4:18.18                                           |                                                   |                                                   |                                                   |
| 13                                                | 39                                                | Silvia Felipo                                     | Andorra                                           | 2                                                 | 4:45.32                                           |                                                   |                                                   |                                                   |
|                                                   |                                                   | Hasna Benhassi                                    | Marocko                                           | 7                                                 | DNS                                               |                                                   |                                                   |                                                   |

Totala resultat omgång 1
| Omgång 1 Totala resultat | Omgång 1 Totala resultat | Omgång 1 Totala resultat | Omgång 1 Totala resultat | Omgång 1 Totala resultat | Omgång 1 Totala resultat | Omgång 1 Totala resultat | Omgång 1 Totala resultat | Omgång 1 Totala resultat |
| Placering                | Idrottare                | Nation                   | Heat                     | Bana                     | Placering                | Tid                      | Kval.                    | Rekord                   |
| ------------------------ | ------------------------ | ------------------------ | ------------------------ | ------------------------ | ------------------------ | ------------------------ | ------------------------ | ------------------------ |
| 1                        | Suzy Favor Hamilton      | USA                      | 1                        | 15                       | 1                        | 4.08,08                  | Q                        |                          |
| 2                        | Anna Jakubczak           | Polen                    | 1                        | 1                        | 2                        | 4:08.13                  | Q                        |                          |
| 3                        | Gabriela Szabo           | Rumänien                 | 1                        | 14                       | 3                        | 4:08.33                  | Q                        |                          |
| 4                        | Süreyya Ayhan            | Turkiet                  | 1                        | 5                        | 4                        | 4:08.37                  | Q                        |                          |
| 5                        | Carla Sacramento         | Portugal                 | 1                        | 12                       | 5                        | 4:08.41                  | Q                        |                          |
| 6                        | Helen Pattinson          | Storbritannien           | 1                        | 7                        | 6                        | 4:08.80                  | Q                        |                          |
| 7                        | Margaret Crowley         | Australien               | 1                        | 13                       | 7                        | 4:08.85                  | q                        |                          |
| 8                        | Anita Weyermann          | Schweiz                  | 1                        | 6                        | 8                        | 4:09.28                  | q                        |                          |
| 9                        | Ljudmila Rogatjova       | Ryssland                 | 1                        | 9                        | 9                        | 4:09.81                  | q                        |                          |
| 10                       | Kutre Dulecha            | Etiopien                 | 3                        | 4                        | 1                        | 4:09.88                  | Q                        |                          |
| 11                       | Violeta Szekely          | Rumänien                 | 2                        | 11                       | 1                        | 4:10.18                  | Q                        |                          |
| 12                       | Mardrea Hyman            | Jamaica                  | 1                        | 4                        | 10                       | 4:10.21                  | q                        |                          |
| 13                       | Nouria Mérah-Benida      | Algeriet                 | 3                        | 1                        | 2                        | 4:10.24                  | Q                        |                          |
| 14                       | Lidia Chojecka           | Polen                    | 2                        | 10                       | 2                        | 4:10.34                  | Q                        |                          |
| 15                       | Kelly Holmes             | Storbritannien           | 2                        | 6                        | 3                        | 4:10.38                  | Q                        |                          |
| 16                       | Hayley Tullett           | Storbritannien           | 3                        | 5                        | 3                        | 4:10.58                  | Q                        |                          |
| 17                       | Veerle Dejaeghere        | Belgien                  | 2                        | 2                        | 4                        | 4:10.68                  | Q                        |                          |
| 18                       | Sabine Fischer           | Schweiz                  | 2                        | 13                       | 5                        | 4:10.78                  | Q                        |                          |
| 19                       | Seloua Ouaziz            | Marocko                  | 2                        | 8                        | 6                        | 4:10.82                  | Q                        |                          |
| 20                       | Marla Runyan             | USA                      | 2                        | 3                        | 7                        | 4:10.83                  | q                        |                          |
| 21                       | Elena Iagăr              | Rumänien                 | 3                        | 8                        | 4                        | 4:11.35                  | Q                        |                          |
| 22                       | Nuria Fernandez          | Spanien                  | 3                        | 13                       | 5                        | 4:11.46                  | Q                        |                          |
| 23                       | Irina Krakoviak          | Litauen                  | 3                        | 6                        | 6                        | 4:11.57                  | Q                        |                          |
| 24                       | Georgie Clarke           | Australien               | 2                        | 1                        | 8                        | 4:11.74                  | q                        |                          |
| 25                       | Sinead Delahunty         | Irland                   | 3                        | 14                       | 7                        | 4:11.75                  |                          |                          |
| 26                       | Fatma Lanouar            | Tunisien                 | 3                        | 11                       | 8                        | 4:11.87                  |                          |                          |
| 27                       | Shayne Culpepper         | USA                      | 3                        | 12                       | 9                        | 4:12.62                  |                          |                          |
| 28                       | Toni Hodgkinson          | Nya Zeeland              | 2                        | 9                        | 9                        | 4:12.59                  |                          |                          |
| 29                       | Natalia Gorelova         | Ryssland                 | 3                        | 9                        | 10                       | 4:12.84                  |                          |                          |
| 30                       | Sarah Jamieson           | Australien               | 3                        | 3                        | 11                       | 4:12.90                  |                          |                          |
| 31                       | Naomi Mugo               | Kenya                    | 2                        | 7                        | 10                       | 4:13.18                  |                          |                          |
| 32                       | Hareg Sidelil            | Etiopien                 | 2                        | 5                        | 11                       | 4:14.05                  |                          |                          |
| 33                       | Abebech Negussie         | Etiopien                 | 1                        | 2                        | 11                       | 4:15.52                  |                          |                          |
| 34                       | Helena Javornik          | Slovenien                | 3                        | 10                       | 12                       | 4:18:18                  |                          |                          |
| 35                       | Julia Sakara             | Zimbabwe                 | 1                        | 3                        | 12                       | 4:21.94                  |                          |                          |
| 36                       | Tetjana Krjvobok         | Ukraina                  | 1                        | 11                       | 13                       | 4:22.11                  |                          |                          |
| 37                       | Natalia Rodríguez        | Spanien                  | 2                        | 4                        | 12                       | 4:22.82                  |                          |                          |
| 38                       | Daniela Kuleska          | Makedonien               | 2                        | 14                       | 13                       | 4:33.50                  |                          |                          |
| 39                       | Silvia Felipo            | Andorra                  | 3                        | 2                        | 13                       | 4:45.32                  |                          |                          |
| 40                       | Shazia Hidayat           | Pakistan                 | 1                        | 8                        | 14                       | 5:07.17                  |                          |                          |
|                          | Svetlana Masterkova      | Ryssland                 | 2                        | 12                       |                          | DNF                      |                          |                          |
|                          | Leah Pells               | Kanada                   | 1                        | 10                       |                          | DNF                      |                          |                          |
|                          | Hasna Benhassi           | Marocko                  | 3                        | 7                        |                          | DNS                      |                          |                          |

#### Semifinaler
| Heat 1 av 2 Datum: Torsdagen den 28 september 2000 | Heat 1 av 2 Datum: Torsdagen den 28 september 2000 | Heat 1 av 2 Datum: Torsdagen den 28 september 2000 | Heat 1 av 2 Datum: Torsdagen den 28 september 2000 | Heat 1 av 2 Datum: Torsdagen den 28 september 2000 | Heat 1 av 2 Datum: Torsdagen den 28 september 2000 | Heat 1 av 2 Datum: Torsdagen den 28 september 2000 | Heat 1 av 2 Datum: Torsdagen den 28 september 2000 | Heat 1 av 2 Datum: Torsdagen den 28 september 2000 |
| Placering                                          | Placering                                          | Idrottare                                          | Nation                                             | Bana                                               | Tid                                                | Kval.                                              | Rekord                                             |                                                    |
| Heat                                               | Totalt                                             | Idrottare                                          | Nation                                             | Bana                                               | Tid                                                | Kval.                                              | Rekord                                             |                                                    |
| -------------------------------------------------- | -------------------------------------------------- | -------------------------------------------------- | -------------------------------------------------- | -------------------------------------------------- | -------------------------------------------------- | -------------------------------------------------- | -------------------------------------------------- | -------------------------------------------------- |
| 1                                                  | 1                                                  | Nouria Mérah-Benida                                | Algeriet                                           | 6                                                  | 4.05,24                                            | Q                                                  |                                                    |                                                    |
| 2                                                  | 2                                                  | Suzy Favor Hamilton                                | USA                                                | 2                                                  | 4.05,25                                            | Q                                                  |                                                    |                                                    |
| 3                                                  | 3                                                  | Hayley Tullett                                     | Storbritannien                                     | 1                                                  | 4.05,34                                            | Q                                                  |                                                    |                                                    |
| 4                                                  | 4                                                  | Kelly Holmes                                       | Storbritannien                                     | 10                                                 | 4:05.35                                            | Q                                                  | SB                                                 |                                                    |
| 5                                                  | 5                                                  | Lidia Chojecka                                     | Polen                                              | 12                                                 | 4:05.78                                            | Q                                                  |                                                    |                                                    |
| 6                                                  | 6                                                  | Marla Runyan                                       | USA                                                | 1                                                  | 4:06:14                                            | q                                                  | SB                                                 |                                                    |
| 7                                                  | 8                                                  | Sabine Fischer                                     | Schweiz                                            | 4                                                  | 4:06.67                                            | q                                                  |                                                    |                                                    |
| 8                                                  | 15                                                 | Margaret Crowley                                   | Australien                                         | 3                                                  | 4:09.16                                            |                                                    |                                                    |                                                    |
| 9                                                  | 16                                                 | Ljudmila Rogatjova                                 | Ryssland                                           | 5                                                  | 4:09.18                                            |                                                    |                                                    |                                                    |
| 10                                                 | 19                                                 | Nuria Fernandez                                    | Spanien                                            | 9                                                  | 4:10.92                                            |                                                    |                                                    |                                                    |
| 11                                                 | 22                                                 | Irina Krakoviak                                    | Litauen                                            | 8                                                  | 4:14.57                                            |                                                    |                                                    |                                                    |
| 12                                                 | 23                                                 | Elena Iagăr                                        | Rumänien                                           | 3                                                  | 4:21.94                                            |                                                    |                                                    |                                                    |

| Heat 2 av 2 Datum: Torsdagen den 28 september 2000 | Heat 2 av 2 Datum: Torsdagen den 28 september 2000 | Heat 2 av 2 Datum: Torsdagen den 28 september 2000 | Heat 2 av 2 Datum: Torsdagen den 28 september 2000 | Heat 2 av 2 Datum: Torsdagen den 28 september 2000 | Heat 2 av 2 Datum: Torsdagen den 28 september 2000 | Heat 2 av 2 Datum: Torsdagen den 28 september 2000 | Heat 2 av 2 Datum: Torsdagen den 28 september 2000 | Heat 2 av 2 Datum: Torsdagen den 28 september 2000 |
| Placering                                          | Placering                                          | Idrottare                                          | Nation                                             | Bana                                               | Tid                                                | Kval.                                              | Rekord                                             |                                                    |
| Heat                                               | Totalt                                             | Idrottare                                          | Nation                                             | Bana                                               | Tid                                                | Kval.                                              | Rekord                                             |                                                    |
| -------------------------------------------------- | -------------------------------------------------- | -------------------------------------------------- | -------------------------------------------------- | -------------------------------------------------- | -------------------------------------------------- | -------------------------------------------------- | -------------------------------------------------- | -------------------------------------------------- |
| 1                                                  | 7                                                  | Violeta Szekely                                    | Rumänien                                           | 8                                                  | 4.06,60                                            | Q                                                  |                                                    |                                                    |
| 2                                                  | 9                                                  | Kutre Dulecha                                      | Etiopien                                           | 3                                                  | 4.06,78                                            | Q                                                  |                                                    |                                                    |
| 3                                                  | 10                                                 | Anna Jakubczak                                     | Polen                                              | 11                                                 | 4.07,03                                            | Q                                                  | SB                                                 |                                                    |
| 4                                                  | 11                                                 | Gabriela Szabo                                     | Rumänien                                           | 12                                                 | 4:07.38                                            | Q                                                  |                                                    |                                                    |
| 5                                                  | 12                                                 | Carla Sacramento                                   | Portugal                                           | 7                                                  | 4:07.65                                            | Q                                                  |                                                    |                                                    |
| 6                                                  | 13                                                 | Veerle Dejaeghere                                  | Belgien                                            | 2                                                  | 4:07:87                                            |                                                    |                                                    |                                                    |
| 7                                                  | 14                                                 | Seloua Ouaziz                                      | Marocko                                            | 6                                                  | 4:09.11                                            |                                                    |                                                    |                                                    |
| 8                                                  | 17                                                 | Süreyya Ayhan                                      | Turkiet                                            | 10                                                 | 4:09.42                                            |                                                    |                                                    |                                                    |
| 9                                                  | 18                                                 | Helen Pattinson                                    | Storbritannien                                     | 4                                                  | 4:09.60                                            |                                                    |                                                    |                                                    |
| 10                                                 | 20                                                 | Georgie Clarke                                     | Australien                                         | 1                                                  | 4:10.99                                            |                                                    |                                                    |                                                    |
| 11                                                 | 21                                                 | Mardrea Hyman                                      | Jamaica                                            | 5                                                  | 4:14.20                                            |                                                    |                                                    |                                                    |
| 12                                                 | 24                                                 | Anita Weyermann                                    | Schweiz                                            | 9                                                  | 4:30.80                                            |                                                    |                                                    |                                                    |

Totala resultat semifinaler
| Omgång 1 Totala resultat | Omgång 1 Totala resultat | Omgång 1 Totala resultat | Omgång 1 Totala resultat | Omgång 1 Totala resultat | Omgång 1 Totala resultat | Omgång 1 Totala resultat | Omgång 1 Totala resultat | Omgång 1 Totala resultat |
| Placering                | Idrottare                | Nation                   | Heat                     | Bana                     | Placering                | Tid                      | Kval.                    | Rekord                   |
| ------------------------ | ------------------------ | ------------------------ | ------------------------ | ------------------------ | ------------------------ | ------------------------ | ------------------------ | ------------------------ |
| 1                        | Nouria Mérah-Benida      | Algeriet                 | 1                        | 6                        | 1                        | 4.05,24                  | Q                        |                          |
| 2                        | Suzy Favor Hamilton      | USA                      | 1                        | 2                        | 2                        | 4:05.25                  | Q                        |                          |
| 3                        | Hayley Tullett           | Storbritannien           | 1                        | 1                        | 3                        | 4:05.34                  | Q                        |                          |
| 4                        | Kelly Holmes             | Storbritannien           | 1                        | 10                       | 4                        | 4:05.35                  | Q                        | SB                       |
| 5                        | Lidia Chojecka           | Polen                    | 1                        | 12                       | 5                        | 4:05.78                  | Q                        |                          |
| 6                        | Marla Runyan             | USA                      | 1                        | 11                       | 6                        | 4:16.14                  | q                        | SB                       |
| 7                        | Violeta Szekely          | Rumänien                 | 2                        | 8                        | 1                        | 4:06.60                  | Q                        |                          |
| 8                        | Sabine Fischer           | Schweiz                  | 1                        | 4                        | 7                        | 4:06.67                  | q                        |                          |
| 9                        | Kutre Dulecha            | Etiopien                 | 2                        | 3                        | 2                        | 4:06.78                  | Q                        |                          |
| 10                       | Anna Jakubczak           | Polen                    | 2                        | 11                       | 3                        | 4:07.03                  | Q                        | SB                       |
| 11                       | Gabriela Szabo           | Rumänien                 | 2                        | 12                       | 4                        | 4:07.38                  | Q                        |                          |
| 12                       | Carla Sacramento         | Portugal                 | 2                        | 7                        | 5                        | 4:07.65                  | Q                        |                          |
| 13                       | Veerle Dejaeghere        | Belgien                  | 2                        | 2                        | 6                        | 4:07.87                  |                          |                          |
| 14                       | Seloua Ouaziz            | Marocko                  | 2                        | 6                        | 7                        | 4:09.11                  |                          |                          |
| 15                       | Margaret Crowley         | Australien               | 1                        | 3                        | 8                        | 4:09.16                  |                          |                          |
| 16                       | Ljudmila Rogatjova       | Ryssland                 | 1                        | 5                        | 9                        | 4:09.18                  |                          |                          |
| 17                       | Süreyya Ayhan            | Turkiet                  | 2                        | 10                       | 8                        | 4:09.42                  |                          |                          |
| 18                       | Helen Pattinson          | Storbritannien           | 2                        | 4                        | 9                        | 4:09.60                  |                          |                          |
| 19                       | Nuria Fernandez          | Spanien                  | 1                        | 9                        | 10                       | 4:10.92                  |                          |                          |
| 20                       | Georgie Clarke           | Australien               | 2                        | 1                        | 10                       | 4:10.99                  |                          |                          |
| 21                       | Mardrea Hyman            | Jamaica                  | 2                        | 5                        | 11                       | 4:14.20                  |                          |                          |
| 22                       | Irina Krakoviak          | Litauen                  | 1                        | 11                       | 8                        | 4:14.57                  |                          |                          |
| 23                       | Elena Iagăr              | Rumänien                 | 1                        | 7                        | 12                       | 4:14.75                  |                          |                          |
| 24                       | Anita Weyermann          | Schweiz                  | 2                        | 9                        | 12                       | 4:30.80                  |                          |                          |

### Final
| 1  | Nouria Mérah-Benida | Algeriet       | 8  | 4.05,10 |    |
| 2  | Violeta Szekely     | Rumänien       | 4  | 4.05,15 |    |
| 3  | Gabriela Szabo      | Rumänien       | 11 | 4.05,27 |    |
| 4  | Kutre Dulecha       | Etiopien       | 5  | 4.05,33 |    |
| 5  | Lidia Chojecka      | Polen          | 2  | 4.06,42 |    |
| 6  | Anna Jakubczak      | Polen          | 9  | 4.06,49 | SB |
| 7  | Kelly Holmes        | Storbritannien | 12 | 4.08,02 |    |
| 8  | Marla Runyan        | USA            | 10 | 4.08,30 |    |
| 9  | Sabine Fischer      | Schweiz        | 7  | 4.08,84 |    |
| 10 | Carla Sacramento    | Portugal       | 1  | 4.11,15 |    |
| 11 | Hayley Tullett      | Storbritannien | 6  | 4.22,29 |    |
| 12 | Suzy Favor Hamilton | USA            | 3  | 4.23,05 |    |